# راتغر هاور
راتغر هوير (بالهولندية: Rutger Hauer) ممثل هولندي من مواليد 23 يناير 1944، حاصل على جائزة الغولدن غلوب 1987 كأفضل ممثل مساعد عن دوره في فيلم هروب من سوبيبور.

## مواقع خارجية
- راتغر هاور على موقع IMDb (الإنجليزية)
- راتغر هاور على موقع روتن توميتوز (الإنجليزية)
- راتغر هاور على موقع مونزينجر (الألمانية)
- راتغر هاور على موقع قاعدة بيانات الأفلام العربية
- راتغر هاور على موقع ألو سيني (الفرنسية)
- راتغر هاور على موقع ميوزك برينز (الإنجليزية)
- راتغر هاور على موقع تيرنر كلاسيك موفيز (الإنجليزية)
- راتغر هاور على موقع أول موفي (الإنجليزية)
- راتغر هاور على موقع بوكس أوفيس موجو (الإنجليزية)
- راتغر هاور على موقع قاعدة بيانات الأفلام السويدية (السويدية)